# Cratere Minami
Minami è un cratere sulla superficie di Marte.